# Treehouse of Horror XIII
«Treehouse of Horror XIII» (с англ. — «Домик ужасов на дереве 13») — первая серия четырнадцатого сезона мультсериала «Симпсоны» и тринадцатая в ряду специальных выпусков Treehouse of Horror, подготавливаемых к хэллоуину. Серия вышла в эфир телеканала Fox 3 ноября 2002 года.

## Сюжеты
В прологе серии Симпсоны и Нед Фландерс устраивают спиритический сеанс, желая вызвать дух Мод Фландерс. Дух является им, чтобы рассказать три очередные страшные истории.

### Send in the Clones
(с англ. — «Выпускайте клонов»)
У Гомера порвался его любимый гамак. Он покупает новый, пропустив мимо ушей слова продавца о том, что на нём лежит проклятие. Гамак действительно оказывается волшебным — он способен производить клонов отдыхающих в нём людей. Открыв это свойство гамака, Гомер решает воспользоваться им — он создаёт себе два десятка клонов, которые выполняют все его обязанности: играют с детьми, ездят к отцу в дом престарелых выслушивать его рассказы, а также берут на себя и несвойственные настоящему Гомеру вещи: например, готовят для всей семьи завтрак. От окружающих Гомер своих клонов скрывает.
Поскольку клоны появились на свет неестественным образом, они лишены пупа. Клоны глупы даже по сравнению с настоящим Гомером. Лиза обращает на это внимание, но домашние не воспринимают её всерьёз.
Однажды к Гомеру заглядывает Нед Фландерс и просит одолжить его собственную бензопилу, которую Гомер когда-то украл у него. В это время один из клонов Гомера работает с этой бензопилой. Услышав Фландерса, он показывает сначала на него, затем на пилу, и Гомер кивает. Однако клон, неправильно растолковав этот кивок, убивает Фландерса: он отрезает ему голову и показывает её Гомеру. Это ужасает Гомера, и он решает избавиться от клонов. Гомер отвозит их на грузовике за город и бросает там, предварительно пристрелив нескольких наименее тупых. Там же он выбрасывает и волшебный гамак.
При помощи этого гамака клоны доводят своё число до неимоверного количества. Они съедают всё подряд как саранча, и это становится государственной проблемой. Её обсуждают на самом высшем уровне, с привлечением военных. Однако решение проблемы находит Лиза, когда видит отчаяние своего отца при виде пустой коробки из-под пончиков.
По её совету над скопищем Лжегомеров пролетают военные вертолёты, несущие на тросах гигантские модели пончиков. Клоны, видя пончики, в исступлении бегут за ними. Вертолёты держат курс на Спрингфилдское ущелье, и все клоны, погнавшиеся за пончиками, падают с высокого обрыва и разбиваются.
Вечером Мардж узнаёт, что первым с обрыва из-за своей любви к пончикам упал и погиб её настоящий муж, а оставшийся в живых Гомер — клон. Она обеспокоена этим, но клон делает ей массаж спины, и это её успокаивает.

### The Fright to Creep and Scare Harms
(с англ. — «Бойтесь и ужасайтесь»)
Барт и Лиза хоронят на кладбище золотую рыбку, прожившую у них три месяца. На одной из могил Лиза замечает эпитафию, что похороненный здесь Уильям Бонни мечтал о мире без оружия. Лиза решает исполнить его мечту и добивается своего — вскоре весь Спрингфилд стал полностью свободной от оружия зоной. Его сдали даже полицейские.
Город стал совершенно беззащитен. Исполнилась мечта любого преступника и тотчас из могилы поднимается грабитель и убийца Уильям Бонни вместе со своими приятелями: тремя такими же преступниками и кайзером Вильгельмом II. Пользуясь безоружностью горожан, эта банда терроризирует Спрингфилд. Спасти город решает профессор Фринк — при помощи изобретённой им машины времени он отправляет Гомера в недалёкое прошлое. Там Гомер рассказывает ещё не успевшим сдать оружие горожанам об опасности. По его призыву они бегут на кладбище и там расстреливают могилы Вильяма Бонни и его дружков. Мертвецы вновь выбираются из-под земли, но на сей раз только затем, чтобы сбежать из города.
Внезапно среди празднующих победу горожан появляется другой, более футуристический Гомер с машиной времени в руках. Он собирается предупредить об оружии, которое может уничтожить Землю. Однако Мо Сизлак стреляет в него, а машину времени забирает, чтобы посетить доисторических проституток.

### The Island of Dr. Hibbert
(с англ. — «Остров доктора Хибберта»)
По приглашению доктора Хибберта Симпсоны прилетают в отпуск на тропический остров. Остров имеет вид зловещего черепа, но Гомер называет его «улыбающейся рожицей». Мардж, подозревая что-то нехорошее, отправляется ночью на разведку, но доктор Хибберт хватает её и при помощи вивисекции превращает в получеловека-полупантеру. Новая Мардж, запрыгнув в окно спальни Гомера, занимается с ним сексом, после этого хватает и съедает воробья, а затем убегает. Только после этого Гомер осознает, что с его женой что-то не так.
В поисках Мардж Гомер встречает получеловека-полукорову Фландерса. Сначала тот просит, чтоб Гомер подоил его, а потом он отвозит Гомера на поляну, где собираются другие жители Спрингфилда, также превращенные доктором Хиббертом в различных аниморфов. Гомер потрясён этим и призывает бороться против того, кто низвел людей до животного состояния, не оставив им ничего, кроме лени, еды и секса… и внезапно осознаёт, что это и есть идеал его жизни. Он обращается к доктору Хибберту с просьбой и его превратить в животное и доктор Хибберт выполняет её. Эпизод заканчивается тем, что аниморфы-спрингфилдцы, лёжа вокруг бассейна, наслаждаются жизнью на острове доктора Хибберта.

## Культурные отсылки
Первая новелла — Send in the Clones (с англ. — «Выпускайте клонов») — пародирует фильм 1996 года «Множество».
Сюжет второй истории отсылает к непрекращающимся дебатам по поводу Второй поправки к Конституции США, которая гарантирует гражданам право на хранение и ношение оружия (англ. the right to keep and bear arms), что обыгрывается в созвучном названии новеллы The Fright to Creep and Scare Harms (досл. с англ. — «Боязнь подкрасться и напугать вредит»).
Третья история пародирует фильм «Остров доктора Моро» по одноимённому роману Герберта Уэллса.